# Chiwengo Ngwarsungu
 (mars 2023).
Chiwengo Ngwarsungu est une chercheure congolaise en littérature africaine et africaine américaine. Elle est professeur au College of Arts and Sciences (en) de l'Université Creighton aux États-Unis et au département d'anglais de l'université de Lubumbashi. Elle est également activiste et critique littéraire.

## Biographie

### Formation et fonctions académiques
Elle a obtenu sa licence à l'Université National du Zaïre, campus de Lubumbashi et elle a soutenu sa thèse de doctorat à l'université d'État de New-York Suny/Buffalo. En plus de sa charge d'enseignement à l'Université de Lubumbashi, elle a donné cours à l'université d'Alabama Tuscaloosa de 1984 à 1986 et à l'université de Samford de 1993 à 1997. Elle a dirigé le Programme de Littérature Mondiale et celui des African studies et Black studies de l'université de Creighton.

## Publications
- Fleming, P. A., Kirby, E. L., Grandbois, G. H., Chiwengo, N., Welch, A. W., Pierce, J. Creighton University: Beyond the conceptual: diversity education for faculty, Building Multicultural Competency: development, training, and practice, 53-66, 2008
- Special JALA issue on the Teaching of Violence and Human Rights in African Literature. JALA, (in press, March, 2015), None, 2015
- “Kibushi Ndjate Wooto, Cinéaste congolais et le film d'animation africain et congolais: une interview.” JALA. 2015., None, 2015
- “Making Visible and Eradicating Congo’s History of Violence: Maiming the Female/National Body.”, None, Pietermaritzburg: Thinking Africa Series. University of KwaZulu-Natal Press, 87-107, 2014
- ‘Du mont Kimbangu à la colline de Nkamba: La rédemption des “Lupetos” à travers les récits sur Beatrice Kimpa Vita et Simon Kimbangu’ in Simon Kimbangu, prophète de la libération de l'Homme Noir., None, Paris : L'Harmattan, 315-333, 2014
- “Bestialization, Dehumanization and Counter-interstitial Voices: (Mis)-representation of Congo (DRC) Conflicts and Rape.” ( Kent State University Press). Forthcoming, None, 2014
- « L’être féminin dans l’œuvre romanesque de V.Y. Mudimbe. » in Entre Inscriptions et Prescriptions. Ed. Justin K. Bisanswa. Paris: Honoré Champion, None, 2013
- Chiwengo, Ngwarsungu Contemporary Matriarchies in Cameroonian Francophone Literature: 'On est ensemble.', African Studies Review, 54, 215-218, 2011
- Chiwengo, Ngwarsungu Dog Days: An Animal Chronicle, African Studies Review, 50, 278-280, 2007
- Angelou’s Writings, moral example have power to inspire,”, Omaha World-Herald, 2014
- “Patrice Lumumba Assassinated 51 years ago: Six million Congolese dead—the Genocide the world ignores.” The Blacklist Pub. http://theblacklistpub.ning.com/profiles/blogs/patrice-lumumba-assassinated-51-years-ago-six-million-congolese January 17, 2012, None, 2012